# تن أزرق الزعنفة
التُّنّ أزرق الزعنفة أو البلوفين الشَماليّ هو نوع من أنواع سمك التونة.تعيش هذه السمكة في شطري المحيط الأطلنطي الشرقي والغربي إضافة إلى البحر الأبيض المتوسط والبحر الأسود.و رغم عدم استيطانها في المحيط الهادي إلا أنه تمت محاولات لتربيتها في أحواض اصطناعية في اليابان. سمكة البلوفين تستطيع العيش حتى عمر 30 سنة. يبلغ حجم سمكة البلوفين الناضجة حوالي متران (6.6 قدم). أضخم سمكة بلوفين تم اصطيادها كانت في ساحل نوفا سكوشيا الكندية وسجل زنها 679 كلغ أي 1،500 باون.الجدير بالذكر ان سمكة تونة البلوفين الشمالية تستخدم بشكل رئيسي في صنع اطباق السوشي اليابانية في حين ان بقية أنواع التونة يتم استهلاكها على شكل معلبات التونة المعروفة.